# Engestofte
Engestofte er en gammel kongsgård, som nævnes første gang i 1459. Gården ligger i Engestofte Sogn, Musse Herred, Maribo Amt, Guldborgsund Kommune. Hovedbygningen er opført i 1805–1807 og ombygget i 1889. Den blev fredet i 1918.
Engestofte Gods på 482 hektar

## Ejere af Engestofte
- (1457–1481) Kronen
- (1481–1496) Kong Hans
- (1496–1520) Jørgen Olsen Baad
- (1520–1527) Albrecht Jørgensen Baad
- (1527–1529) Elsebe Albrechtsdatter Grubendal gift Baad
- (1529–1537) Johan Jørgensen Urne
- (1537–1558) Jørgen Urne
- (1558–1575) Peder Ottesen Huitfeldt
- (1575–1599) Hans Wittrup
- (1599–1640) Christian Friis
- (1640) Anne Christiansdatter Friis gift Juul
- (1640–1684) Tønne Juul
- (1684–1695) Anne Christiansdatter Friis gift Juul
- (1695–1727) Christian Lerche
- (1727–1732) Bertel Wichmand
- (1732–1751) Bodil Cathrine From gift (1) Wichmand (2) Rasmussen
- (1751–1797) Jørgen Wichmand Wichfeld
- (1797–1799) Jørgen W. Wichfelds dødsbo
- (1799–1846) Henning Wichfeld (brors søn)
- (1846–1848) Anna Henriette Marie de Braës gift Wichfeld
- (1848–1888) Jørgen Wichfeld (søn)
- (1888–1907) Henning Wichfeld (søn)
- (1907–1965) Jørgen Adalbert Wichfeld (søn)
- (1965–1967) Jørgen Adalbert Wichfelds dødsbo
- (1967–1994) William Erik Berntsen (en)
- (1994–1995) William Odd Berntsen (søn)
- (1995–2003) William O. Berntsens Fond
- (2003–2011) Frederik von Lüttichau
- (2011-) Hans Peter Egeskov / Else Marie Egeskov